# Minnesota Bureau of Criminal Apprehension
Il Minnesota Bureau of Criminal Apprehension è un'agenzia governativa di polizia statale del Minnesota.

## Storia
Il Bureau of Criminal Apprehension (BCA) è stato creato dalla legislatura del Minnesota nel 1927 per assistere i dipartimenti di polizia di tutto lo stato nella risoluzione dei crimini e nell'arresto dei criminali, sotto la direzione dell'ufficio del procuratore generale del Minnesota. La BCA raccoglie statistiche sulla criminalità per assistere le agenzie statali e locali nell'identificazione delle tendenze criminali.
Nel 1935, gli agenti ricevettero pieni poteri di polizia e furono ufficiali di polizia autorizzati in tutto lo stato.
Nel 1947, il BCA Crime Lab fu fondato a Saint Paul per assistere nella risoluzione dei crimini attraverso la scienza forense e fu uno dei primi laboratori di DNA negli Stati Uniti nel 1990. Successivamente la BCA è stata la prima agenzia di polizia negli Stati Uniti a identificare un sospetto esclusivamente sulla base del DNA.
Nel 1969, l'agenzia fu trasferita sotto la direzione dell'Ufficio del Procuratore Generale dello Stato al Dipartimento di Pubblica Sicurezza del Minnesota.
Nel 2001, la BCA ha aperto un ulteriore laboratorio forense a Bemidji. Inoltre, l'Unità investigativa speciale della BCA collaborerà con le agenzie federali per aiutare nelle indagini penali multi-giurisdizionali.
Nel 2004, il Bureau è diventato uno dei quattro laboratori negli Stati Uniti selezionati dal Federal Bureau of Investigation per fungere da laboratorio regionale sul DNA mitocondriale.